# 雙鷺藥業
北京雙鷺藥業股份有限公司（雙鷺藥業）（深交所：002038），1994年由前身「北京白鹭园生物技术有限公司」成立，主要業務医药产品的研发、生产和销售，包括蛋白產品等。2000年開始改股份制。
現任董事長及總經理為徐明波。2004年於深圳證券交易所上市。

## 外部連結
- 北京雙鷺藥業股份有限公司 （页面存档备份，存于）